# Нимеш, Луиза
Луиза Хельга Герда Нимеш (нем. Luisa Helga Gerda Niemesch; 7 сентября 1995) — немецкая спортсменка, борец вольного стиля, призёр чемпионатов Европы, участница Олимпийских игр.

## Карьера
В апреле 2016 года в Улан-Баторе на мировом квалификационном турнире к Олимпиаде в Рио-де-Жанейро завоевала лицензию. В августе 2016 года на Олимпийских играх она выступала в весовой категории до 58 кг, где в квалификации уступила россиянке Валерии Кобловой, но так как Коблова дошла до финала продолжила участвовать в утешительных поединках, где уступила Пурэвдорджийн Орхон из Монголии, тем самым она заняла последнее 20 место. В марте 2021 года Нимеш участвовал в Европейском квалификационном турнире в венгерском Будапеште, однако ей не удалось завоевать лицензию на Олимпийские игры в Токио. В мае 2021 года в болгарской Софии на всемирном олимпийском квалификационном турнире, ей снова не удалось добыть лицензию. В октябре 2021 года в Осло (Норвегия) она участвовала на чемпионате мира, где осталась за чертой медалистов. В конце февраля 2022 года Нимеш принимала участие на международном турнире Яшар Догу, который проходил в Стамбуле. 1 апреля 2022 года в Будапеште она дошла до финала чемпионата Европы, где уступила Тайбе Юсеин из Болгарии, став серебряным призёром. Несколько месяцев спустя она участвовала в рейтинговой серии Маттео Пелликоне, проходивший в Риме. Она выиграла золотую медаль на рейтинговом турнире в Тунисе. В сентябре 2022 года она неудачно выступила на чемпионате мира, который проходил в Белграде. В феврале 2023 года Нимеш завоевала бронзовую медаль на турнире Ибрагима Мустафы, который проходил в египетской Александрии. В апреле 2023 года на чемпионате Европы, который проходил в Загребе, в схватке за 3 место она одолела шведку Иоанну Линдборг, став бронзовым призёром. В сентябре 2023 года на чемпионате мира в Белграде в схватке за бронзовую медаль она уступила Ирине Коляденко из Украины, однако ей удалось одолеть болгарку Биляну Дудову в борьбе за 5 место, тем самым она завоевала олимпийскую лицензию на игры в Париже. В феврале 2024 года в финале чемпионата Европы в Бухаресте, Нимеш уступила Грейс Буллен из Норвегии, став серебряным призёром.
В апреле 2025 года на чемпионате Европы в Братиславе в весовой категории до 62 кг завоевала бронзовую медаль. В схватке за третье место одолела соперницу из Турции Сельви Ильясоглу.

## Достижения
- Олимпийские игры 2016 — 20;
- Чемпионат мира по борьбе среди спортсменов до 23 лет 2018 — ;
- Чемпионат Европы по борьбе 2022 — ;
- Чемпионат Европы по борьбе 2023 — ;
- Чемпионат Европы по борьбе 2024 — ;
- Чемпионат Европы по борьбе 2025 — ;